# سوسب مهدب
سَوْسَب مُهَدّب أو مشقوق الزهرة المهدب (الاسم العلمي: Schizanthus pinnatus)، عشبة حولية تنتمي إلى جنس السوسب وفصيلة الباذنجانية. موطنها تشيلي ومُجنسه في أماكن أخرى أيضًا. وقد حاز على جائزة الاستحقاق للحدائق من الجمعية الملكية للبستنة بوصفه نبات زينة.

## الوصف
وهو نبات حولي يبلغ ارتفاعه من 20 إلى 50 سم، غُدَيدِيّة]] - زغباء، أوراقها مهدبة ريشية بطول 2.5 إلى 3 سم، مقسمة إلى 6 إلى 8 أزواج في مقاطع مستطيلة الشكل، كاملة أو منفصلة. زهورها بيضاء أو وردية أو بنفسجية، بقطر 2 إلى 3 سم، مرتبة في نوريات زهرية عنقودية وأحيانًا ثنائية التفرع. ثمرته كروية الشكل يبلغ طولها حوالي 5 مم. تُعرف باسم «الفراشة الصغيرة» («ماريبوسيتا») أو «الفراشة البيضاء الصغيرة» («ماريبوسيتا بلانكا»)